# جوخه انتحار: لیگ عدالت را بکش
جوخه انتحار: لیگ عدالت را بکش (انگلیسی: Suicide Squad: Kill the Justice League) یک بازی ویدئویی در سبک اکشن-ماجراجویی و تیراندازی است که توسط استودیوی راک‌استدی توسعه یافته و به‌وسیلهٔ شرکت سرگرمی تعاملی برادران وارنر در ۲ فوریه سال ۲۰۲۴ برای پلتفرم‌های مایکروسافت ویندوز، پلی‌استیشن ۵، و ایکس‌باکس سری اکس/اس منتشر شده‌است. این بازی ادامه بتمن: شوالیه آرکهام و داستانش دربارهٔ تلاش تیم جوخه انتحار از دی‌سی کامیکس و چهار ابرشرور شامل کاپیتان بومرنگ، ددشات، هارلی کوئین، و کینگ شارک است که توسط آماندا والر گرد هم آمدند و برای شکست برین‌یاک به متروپولیس فرستاده می‌شوند، زمانی که به زمین حمله کرده و اعضای لیگ عدالت رو شستشوی مغزی داده.

## گیم‌پلی
گیم‌پلی بازی ترکیبی از اکشن-ماجراجویی و تیراندازی که در دنیای جهان باز شهر متروپلیس اتفاق می‌افتد. بازی دارای چهار شخصیت قابل بازی شامل: هارلی کوئین، ددشات، کاپیتان بومرنگ و کینگ شارک است. بازی هم دارای حالت تک‌نفره و هم گیم‌پلی گروهی چهار نفره است. در حالت تک‌نفره بازیکنان می‌توانند هر زمانی بین شخصیت‌ها جابه‌جا شوند در حالی که شخصیت‌های دیگر توسط هوش مصنوعی کنترل می‌شوند.

## خلاصه

### زمینه
بازی در جهان سری بتمن: آرکهام اتفاق می‌افتد.

### داستان
اولین تریلر بازی نشان می‌دهد که برین‌یاک (جیسون آیزکس) به متروپلیس حمله کرده و گروه ضربت دولت معروف به جوخه انتحار - هارلی کوئین (تارا استرانگ)، کاپیتان بومرنگ (دانیل لاپاین)، ددشات (بامپر رابینسون)، و کینگ شارک (ساموآ جو) - توسط آماندا والر برای تحقیق و کشتن «هدف آلفا» فرستاده می‌شوند. بعد از یه نبرد با موجودات برین‌یاک، تیم جوخه انتحار با سوپرمن که توسط برین‌یاک کنترل ذهنی می‌شود برمی‌خورند و متوجه می‌شوند هدف آلفا سوپرمن است.